# Hemimysis abyssicola
Hemimysis abyssicola är en kräftdjursart som beskrevs av Georg Ossian Sars 1869. Hemimysis abyssicola ingår i släktet Hemimysis och familjen Mysidae. Arten är reproducerande i Sverige. Inga underarter finns listade i Catalogue of Life.